# Choque espinhal

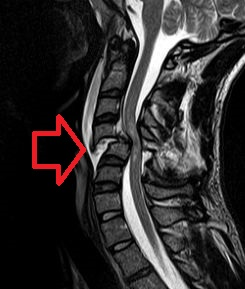
Ressonância magnética da coluna cervical de paciente com lesão medular: fratura e luxação de C4, compressão da medula espinhal.

Choque espinhal é uma reação que ocorre quando a medula espinhal é seccionada nos níveis cervicais altos, tornando diminuídas praticamente todas as funções da medula espinhal, incluindo os reflexos espinhais.